# Diecezja Alto Valle del Río Negro
Diecezja Alto Valle del Río Negro (łac. Dioecesis Rivi Nigri Vallensis Superioris) – diecezja Kościoła rzymskokatolickiego w Argentynie. Należy do metropolii Bahía Blanca. Została erygowana 22 lipca 1993.

## Główne świątynie
- Katedra: Katedra Najświętszej Maryi Panny z Góry Karmel w General Roca

## Biskupi diecezjalni
- Giuseppe Pietro Pozzi SDB (1993–2003)
- Néstor Hugo Navarro (2003–2010)
- Marcelo Alejandro Cuenca (2010–2021)
- Alejandro Benna (2021–2025)